# 이무기
이무기(螭龍)는 한국의 전설에 등장하는 상상의 동물로 용이 되기 전 상태의 동물이다. 차가운 물 속에서 1000년 동안 지내면 용으로 변한 뒤 여의주를 갖고 굉음과 함께 폭풍우를 불러 하늘로 날아올라간다고 여겨졌다.그때 이무기가 승천하는 모습을 누군가가 목격하면 이무기는 다시는 승천하지 못한다고  알려져 있다.이무기에 관련된 속담으로는 용 못된 이무기라는 속담이 있는데,심술이 가득하고 인정이 없어 다른 사람에게 손해만 입히는 사람을  비유적으로 이르는 말을 뜻한다.
이시미, 미리, 영노, 강철이·깡철이·꽝철이(強鐵), 바리, 훼룡(虺龍), 이룡(螭龍) 등의 표기가 있다.

## 전설과 이무기
충청남도 천안시 동남구 병천면 가전리에서 전해 내려오는 김시민의 무용담에는 다음과 같은 내용이 전해온다. 현재 백전 마을 입구에는 큰 느티나무와 거북 바위(龜岩)가 있는데 이곳이 활로 뱀을 쏘아 맞힌 사사처(射蛇處)라고 전해 내려오고 있다. 바위 뒷면에는 ‘김씨세거 백전동천(金氏世居栢田洞天)’이라는 명문이 각자되어 있다.
임진왜란 때 큰 공을 세운 무관 중 한 사람인 김시민은 어려서부터 머리가 총명하고 체격이 장대하였다. 그러다 보니 자연히 병정놀이를 좋아하고 언제나 대장이 되어 지휘하였다. 여덟 살 때 김시민이 친구들과 길가에서 병정놀이를 할 때였다. 때마침 원님 행차가 있어 수행원이 길을 비키라 하자 김시민은 “아무리 고을 원님이라 할지라도 진중을 통과할 수는 없다.”라고 호령하면서 조금도 기가 꺾이지 않았다. 이 광경을 지켜보던 고을 원님이 김시민의 머리를 쓰다듬으며 “큰 재목이구나.” 하면서 도리어 길을 비켜 지나갔다고 한다.
아홉 살 때도 믿기 힘든 일화가 전해진다. 김시민이 살던 백전 마을(지금의 가전리 상백 마을) 입구는 백전천(지금의 병천천)이 굽이돌아 흘렀는데, 백전천 가에 물에 잠긴 바위가 있고, 그 아래 큰 굴이 하나 있었다. 굴속에는 큰 이무기가 살았는데, 수시로 출몰하여 사람들을 놀라게 하고 가축에 해를 끼치기도 하였다. 김시민은 이무기를 퇴치하기로 마음먹었다. 때마침 책을 읽다 뱀은 뽕나무 활과 쑥대 화살로 잡는다는 고사를 보았다. 김시민은 당장 동네 아이들을 모아 뽕나무 활과 쑥대 화살을 들고 백전천으로 달려갔다. 그러고는 동네 아이들을 마을 입구의 큰 돌(龜岩) 위에 올려 세워서 그 그림자로 이무기를 유인하였다. 동네 아이 중 하나를 느티나무에 올라가게 하여 물속에 아이 그림자가 비치게 하여 이무기를 유인하였다고도 전한다. 아이 그림자를 본 이무기가 모습을 드러내자 김시민은 뽕나무 활에 쑥대 화살을 얹어 내리 예닐곱 발을 명중시켜 이무기를 잡았다. 이때 이무기의 피가 며칠간 백전천을 붉게 물들였다고 한다.

이무기는 호수, 연못, 강 등 담수에 사는 모든 생물의 왕이며, 특히 헤엄치는 동물은 모두 이무기의 지배하에 있다. 물고기 무리가 2500마리를 넘으면 어디선가 이무기가 나타나 그들의 왕이 된다고 한다. 다만 이무기는 물고기를 주식으로 하고 있기 때문에 물고기들 측에서 보면 엄청난 폭군이고, 양식장 같은 곳에 이무기가 살면 큰 손해가 났다고 한다. 그러나 물고기 무리와 함께 자라가 있으면 무슨 영문에선지 이무기가 오지 않는다고 믿어지기도 했다.
물 속에 사는 이무기는 용과 사실상 마찬가지로 비나 물과 깊은 관계가 있다. 그러나 용이 비와 태풍, 벼락, 우박, 비구름을 불러오는 강력한 힘을 가진 물의 신이었음에 비해, 이무기는 구름을 불러올 수 있는 정도의 약한 힘밖에 없는 것으로 여겨졌다. 또한 용처럼 물을 지배·관리한다고는 보지 않았고, 이무기가 근처에 살고 있으면 샘물이 마르지 않는다는 정도로 생각되었다.
한편 이무기들끼리 호수 등의 권리를 두고 서로 싸우는 일도 많았다. 물론 강한 이무기일수록 크고 살기 좋은 호수를 장악하고, 약한 이무기는 작고 물고기도 적은 연못이나 강에서 살 수밖에 없었다. 그래서 약한 이무기는 때때로 누군가의 도움을 빌려 싸우는 일도 있었다.

## 매체
심형래 감독의 영화 《디워》는 이무기 전설에 바탕을 두고 있다.
이무기는 네이버 웹툰 합격시켜주세용에서 주요 소재로 나오며, 바리, 미리, 영노, 꽝철이, 이시미 같이 이무기의 이명을 몇몇 등장인물의 이름으로 썼다.
이무기는 신비아파트: 고스트볼 더블 X 6개의 예언에서도 등장하였다.
이무기는 장편소설 귀호뎐에도 주제로쓰였다
또 이무기는 2020년 10월7일 부터방영되었던 수목 드라마 구미호뎐에도 나왔다.

## 같이 보기
- 바리공주
- 임경업 설화

## 참고 자료
- 《국어국문학자료사전》, 임경업설화, 한국사전연구사 (1998년판)